# Turčianska župa

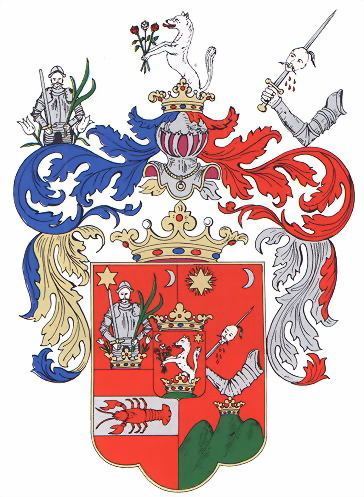
Znak Turčianské župy

Turčianska župa (latinsky: comitatus Thurociensis, německy: Turzo, maďarsky: Túrótz / Turóczi / Túróc / Turóc) je název historického komitátu, stolice a župy Uherska.

## Geografie
Turčianska stolice sousedila s Oravskou župou, Trenčínskou župou, Liptovskou župou, Nitranskou župou a Zvolenskou župou. Zabírá území Turčianské kotliny, která je vklíněná mezi pohoří Malá Fatra, Velká Fatra, Kremnické vrchy a Žiar. Krajem protéká řeka Turiec, která se vlévá při Vrútkách do Váhu. Rozloha Turčianské župy v roce 1910 byla 1 123 km².

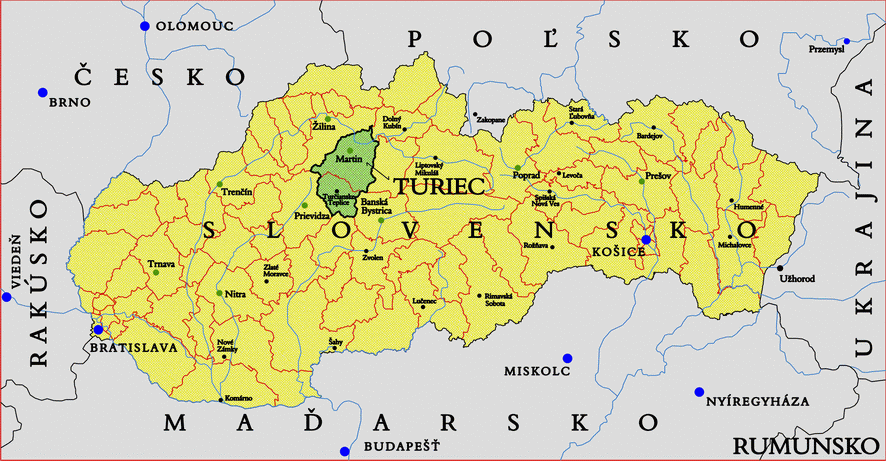
Region Turiec na mapě Slovenska

## Centrum
Centrem stolice byl původně hrad Sklabiňa, stoličná zasedání však probíhala v Turčianském Svätém Martine (dnes: Martin), který se později (1772) stal i správním centrem stolice.

## Rody vládnoucích županů
Od roku 1535 zastávali úřad hlavního turčianského župana dědičně šlechtici z rodu Révai (Révay), nejbohatšího a nejvlivnějšího rodu.

## Dějiny
Nejstarší doklady osídlení Turca jsou nálezy z jeskyní Mažarná a Na Vyhni z období 2750–2250 před n. l. V mladší a pozdní době bronzové (1350–700 před n. l.) obýval skoro celý Turiec lid lužické kultury. V období 3. století před Kristem až po 2. století po Kristu obývá Turiec lid púchovské kultury.
Slované přišli do Turca asi až v 7. století. Koncem 8. a začátkem 9. století již bylo toto území relativně hustě obydlené, což dokazují archeologické vykopávky v Blatnici, Malém Čepčíně a Žabokrekách. V 9. století byl centrálním hradištěm Vyšehrad (Horní Nitra) na hranici mezi Turcem a Horní Nitrou. Odtud byl ovládán nejen Turiec, ale i velká část horního Ponitří. Z tohoto období asi pocházejí i dvojité názvy obcí v obou regionech jako Diviaky (Turčianske Teplice), Slovenské Pravno, Sučany, Necpaly a další.
První písemná vzpomínka o Turci je z roku 1113, ale tehdy se vzpomínal jen jako součást Zvolenského dominia. Turiec, jako řídce osídlené území, byl spravován kastelánem (později podžupan) z hradu Sklabiňa jako panství Zvolenského komitátu. Vlastního župana měla stolice od roku 1339, čímž se oddělila od Zvolenského komitátu (podobně jako Liptov a Orava).
Turecké výboje se Turci (stejně jako celému severnímu Slovensku) vyhnuly.
Během josefinských reforem se Turiec měl spojit s Oravou, protože však měly jen malou společnou hranici (v zimě většinou neprůchodnou), nakonec se spojil se Zvolenem do Turčiansko-Zvolenské stolice (1786–1790) se sídlem v Banské Bystrici. Po smrti Josefa II. se Turčianska stolice obnovila.
V roce 1918 se Turiec stal součástí Československa. Turčianska župa zanikla 31. prosince 1922, v letech 1923–1928 byla součástí Považské župy. V současnosti je území součástí Žilinského kraje.

## Národnosti
Obyvatelé Turca byly převážně Slováci, což přetrvalo do současnosti. Němci žili jen na horním (jižním) Turci, ale po 2. světové válce byli evakuováni a částečně vyhnáni do Německa.

## Okresy
V roce 1910 se Turiec dělil na dva slúžnovské okresy:
- Turčiansky Svätý Martin (Dolní Turiec)
- Turčianske Teplice (Horní Turiec)

V současnosti je území Turca rozděleno na dva stejnojmenné okresy, i když s jinými hranicemi:
- Martin
- Turčianske Teplice